# Graham Whitehead
Graham Whitehead va ser un pilot de curses automobilístiques anglès que va arribar a disputar curses de Fórmula 1.
Graham Whitehead va néixer el 15 d'abril del 1922 a Harrogate, Anglaterra i va morir el 15 de gener del 1981 a Lower Basildon, Berkshire.

## A la F1
Va debutar a la tercera temporada de la història del campionat del món de la Fórmula 1, la corresponent a l'any 1952, disputant el 19 de juliol el GP de Gran Bretanya, que era la cinquena prova del campionat.
Graham Whitehead va arribar a participar en aquesta única cursa puntuable pel campionat de la F1, acabant-la en dotzena posició.
Fora de la F1 va competir a diverses curses, fent com a millor resultat un segon lloc a les 24 hores de Le Mans del 1958.

## Resultats a la Fórmula 1
| Any  | Equip           | Xassís | Motor | 1   | 2   | 3   | 4   | 5      | 6   | 7   | 8   | Posició | Punts |
| ---- | --------------- | ------ | ----- | --- | --- | --- | --- | ------ | --- | --- | --- | ------- | ----- |
| 1952 | Peter Whitehead | Alta   | Alta  | SUI | 500 | BEL | FRA | GBR 12 | ALE | HOL | ITA | -       | 0     |

### Resum
| Curses: | Victòries: | Pòdiums: | Poles: | Voltes ràpides: | Punts: |
| ------- | ---------- | -------- | ------ | --------------- | ------ |
| 1       | 0          | 0        | 0      | 0               | 0      |